# Автошлях Т 2536
Автошля́х Т 2536 — автомобільний шлях територіального значення у Чернігівській області. Пролягає територією Корюківського та Менського районів через Корюківку — Сахутівку — Мену. Загальна довжина — 25,6 км.

## Маршрут
Автошлях проходить через такі населені пункти:
| Автошлях Т 2532      |                    |
| Чернігівська область |                    |
| Корюківський район   |                    |
| Корюківка            | Т 2512Т 2532Т 2534 |
| Тютюнниця            |                    |
| Сахутівка            |                    |
| Менський район       |                    |
| Киселівка            |                    |
| Величківка           |                    |
| Мена                 | Н27Т 2534Т 2542    |